# Anton Unternährer
Anton Unternährer, genannt Mettlentoneli, (* 5. September 1759 in Schüpfheim; † 29. Juni 1824 in Luzern) war ein Schweizer Schreiner, Wunderdoktor und Begründer der antinomistischen Sekte der Antonianer, nicht zu verwechseln mit dem gleichfalls oft so bezeichneten Antoniter-Orden.

## Leben
Nach einer nur kurzen Schulzeit erlernte Unternährer den Beruf eines Schreiners und arbeitete als Geselle auch einige Zeit. Ungefähr 1775 kam er auf den Bauernhof seines Paten und war dort dreizehn Jahre unter anderem als Knecht und Senner tätig.
Anfang 1788 ging Unternährer nach Paris, um an der École des Beaux-Arts Malerei zu studieren. Da er aber weder über Talent noch über einflussreiche Förderer verfügte, war dieser Plan zum Scheitern verurteilt. Als Tagelöhner arbeitete er kurze Zeit bei einem Barometer- und Thermometermacher und versuchte danach sich in diesem Beruf selbstständig zu machen.
Über Calais kehrte Unternährer wieder an seinen Heimatort Schüpfheim zurück und verdiente seinen Lebensunterhalt mit Schreinerarbeiten und dem Herstellen von Thermometern. Daneben versuchte er auch – allerdings vergeblich – in Schüpfheim eine Privatschule (unter seiner Leitung) zu etablieren. Im Winter 1788/89 heiratete er und begann einen kleinen Handel mit Heilkräutern, Wurzeln etc. aufzubauen. Dazu versuchte er, sich autodidaktisch mittels Fachliteratur zum Mediziner auszubilden. Soweit er es sich leisten konnte, nahm er dazu auch einige Privatstunden bei einem Arzt in Schwarzenegg.
Im Frühjahr 1799 liess er sich mit seiner Familie als Arzt in Hürselen bei Münsingen BE nieder. Noch im selben Jahr kam Unternährer wegen «Agitation gegen den Militärdienst» vor das Militärgericht in Bern. Als Alkoholiker wurde er zu zehn Wochen Haft verurteilt; wegen der Agitation aber nur ermahnt.
Nachdem Unternährer seine Haft verbüsst hatte, liess er sich in Amsoldingen bei Thun nieder. Dort lud er ab Frühjahr 1800 Interessierte zu religiösen Veranstaltungen in sein Haus ein und verkündete während einer solchen für 1802 den Weltuntergang. Wegen dieser Ankündigung kam es unter seinen Anhängern, inzwischen auch von offizieller Seite Antonianer genannt, zu einer Massenpsychose. Inzwischen hatte Unternährer auch sein Gerichtsbüchlein, eine religiöse Schrift, verfasst. Diese wollte er in der Helvetischen Nationaldruckerei in Bern drucken lassen, doch auf Grund eines Gerichtsbeschlusses wurde sie noch während der Herstellung beschlagnahmt. Seine Anhänger konnten aber einige wenige Exemplare davon in Sicherheit bringen.
In seinem Gerichtsbüchlein erklärte sich Unternährer zum Weltenrichter, da er als Inkarnation Jesu Christi dazu ausersehen sei. Dort rechnete er mit den weltlichen Institutionen und ihren Repräsentanten scharf ab. Unternährer nannte sie «Kinder des Teufels, Schlangenbrut, Hurer, Ehebrecher und Götzendiener» etc., da sie alle nicht von Gott eingesetzt seien. Aus dem Mangel göttlicher Legitimation heraus würden sie von Unternährer gerichtet und «abgetan» werden. Er räumte zwar ein, der Regierung wohl dem Fleische, nicht aber dem Geiste nach untertan zu sein. Oberstes Gebot Unternährers war das Gebot der Liebe: «Seid fruchtbar und mehret euch» (Genesis 1, 28). Dieses Gebot war für ihn in erster Linie pragmatischer Natur, postulierte er doch den freien Geschlechtsverkehr zwischen Glaubensgeschwistern, gleichgültig ob sie verheiratet oder ledig waren. Er begründete dieses Gebot damit, dass Christus des Gesetzes Ende sei und folglich er und seine Gläubigen nicht mehr unter dem Gesetz stünden.
Diese Ideen führten zur alsbaldigen Inhaftierung, bis Unternährer 1805 nach Luzern gebracht wurde. Da er vor Gericht immer noch als Alkoholiker galt, wurde er ohne Verurteilung wieder nach Schüpfheim entlassen. Da ab diesem Zeitpunkt seine Anhängerschaft immer grösser wurde, sperrte man ihn ohne Gerichtsverhandlung bis 1811 in Luzern wieder ein. Im Sommer 1811 wurde er wieder entlassen und liess sich unter permanenter Aufsicht der Polizei bis 1819 an seinem Heimatort nieder.
Zu diesem Zeitpunkt wurde Unternährer auf Wunsch der Regierung in Bern wegen «Unsittlicher Sektiererei» in Luzern wieder inhaftiert. Das Luzerner Gericht befand ihn zwar als «inzwischen für das Allgemeinwohl ungefährlich», behielt ihn aber dennoch bis an sein Lebensende in Haft. Die Kosten dafür trug das Kriegsgericht in Bern.
Am 27. Juni 1821 richteten der Schultheiss und die Geheimen Räte der Stadt und Republik Bern über Sektierer aus dem Amt Interlaken, die seit 1818 die Schriften von Anton Unternährer im Amt Interlaken verbreitet, vorgelesen und diesbezügliche Versammlungen durchgeführt hatten. Sie erhielten sechs Monate, ein Jahr oder zwei Jahre Zuchthaus. Eine Magdalena Seiler wurde zu «dreymal 24 stündiger Gefangenschaft bey Wasser und Brodt, unter angemessener Warnung und mit der Commination von Zuchthausstrafe im Fall wiederholter sektiererischer Umtriebe verurteilt». Jüngere, ledige Männer wurden «auf vier Jahre in einem hiesigen Capitulierten Kriegsdienste nach seiner Auswahl abgegeben».
Während seiner Haftzeit verfasste Unternährer mehrere Schriften, die aus dem Gefängnis geschmuggelt wurden. Er starb am 29. Juni 1824 im Gefängnis in Luzern. Seine Schriften wurden von Anhängern gesammelt und 1835 unter dem Titel Hier ist der Herr gedruckt und an seine Anhänger verschenkt.
Bald nach Unternährers Tod zerstreuten sich die Antonianer und schlossen sich anderen Gruppierungen an. Mit seiner Schwarzenburger Waldbruderschaft gilt Johannes Binggeli als ein Nachfolger Anton Unternährers.

## Erklärungsversuche
Nach dem Bericht des Juristen und Kriminalpsychologen Georg Sulzer, der die alten Gerichtsakten einsehen konnte, saß Unternährer seine Strafe in einem unterirdischen Kerker ab, der so eng war, dass er stets auf dem gleichen Fleck stehen oder sitzen musste. Dies sei vermutlich eine Übertreibung, aber dass die Gefängnisverhältnisse Luzerns zu jener Zeit der humanen Anschauung in keiner Weise entsprachen, sei aktenkundig. Sulzer schließt seinen Bericht mit: «So behandelten sowohl das katholische Luzern, als auch das protestantische Bern diesen Unglücklichen, der sich für göttlich inspiriert hielt.»
Für den Parapsychologen Rudolf Passian handelt es sich bei Anton Unternährer um einen tragischen Fall von Besessenheit. Heute würde so jemand zwar nicht mehr eingekerkert, aber die Einweisung in eine Nervenheilanstalt befriedige ebenso wenig, da es sich nicht um Geisteskrankheit handele, was auch Georg Sulzer in seinem Bericht ausdrücklich betont. Der als bischöflicher Kommissarius seinerzeit eingesetzte Priester Thaddäus Müller stellte dem wegen religiöser Irrlehre Angeklagten ein sehr günstiges Zeugnis aus. In seinem Bericht vom 25. Mai 1805 heißt es: «Unternährer zeigt in seinem Betragen Anstand, Bescheidenheit, Unterwerfung und ist fern von rohem, trotzigem Benehmen. Auch jenes finstere Wesen, wodurch sonst Religionsschwärmer sich auszeichnen, hat er nicht an sich, sondern ist heiter, freundlich und beredt. In seinem so deutlich als bestimmten und fertigen Vortrag läßt sich sonst nicht die geringste Spur von einer Verirrung des Verstandes wahrnehmen. Eine harte Bestrafung, wie z. B. eines Übeltäters, verdient er nicht.»

## Werke
- Gerichtsbüchlein
- Hier ist der Herr. Das vollkommene Testament der heiligen Schrift. Die wahre Wiederkunft Christi. Aufgeschlossen und geoffenbaret durch den Geist der Wahrheit. Die Wiederkunft Jesus Christus, der Tröster, Versöhner und Richter der ganzen Welt. Gesammelt von Anton Grießen. Bümpliz 1917.